# 18th Street station (IRT Third Avenue Line)
La estación de la calle 18  fue una estación local en la desaparecida Línea IRT de la Tercera Avenida en Manhattan, Nueva York . La vía central se construyó como parte de los contratos duales y pasó por alto la estación y sirvió a los trenes expresos. La estación cerró el 12 de mayo de 1955, con la terminación de todo el servicio en la Tercera Avenida al sur de la Calle 149.